# Wilhelm Löhe
Johann Konrad Wilhelm Löhe (ur. 21 lutego 1808 w Fürth, zm. 2 stycznia 1872 w Neuendettelsau) – niemiecki duchowny i teolog luterański, filantrop, inicjator instytucji diakonatu żeńskiego, jeden z założycieli Kościoła Luterańskiego Synodu Missouri.
Bohater wiary Kościoła luterańskiego, uznany za odnowiciela Kościoła.

## Życiorys
Johann Konrad Wilhelm Löhe pochodził z pobożnej rodziny należącej do klasy średniej. Uczył się w gimnazjum w Norymberdze, a w 1826 roku podjął studia teologiczne na Uniwersytecie w Erlangen. Początkowo był zwolennikiem teologii reformowanej, później jednak stał się zwolennikiem luteranizmu. W 1828 roku studiował przez jeden semestr na Uniwersytecie w Berlinie, gdzie większy od wykładów wpływ wywarły na niego kazania tamtejszych kaznodziejów. W 1831 roku został wikariuszem w Krichenlamitz, gdzie zdobył uznanie zboru swoimi oryginalnymi i żarliwymi kazaniami. Władze świeckie i kościelne oskarżyły go jednak o mistycyzm i odsunęły go po dwóch latach od posługi w tej parafii, został za to proboszczem pomocniczym w kościele św. Idziego w Norymberdze. Tam jego działalność kaznodziejska osiągnęła pełnię. Jego żarliwe kazania potępiające grzech zwróciły przeciwko niemu władze miejskie, miał jednak wsparcie władz kościelnych. W 1837 roku został kaznodzieją w małej wiosce Neuendettelsau, którą swoją pracą zamienił w kwitnącą chrześcijańską kolonię. W latach 1848–1852 rozwijał się w nim zamiar w zerwania z krajowym Kościołem Bawarii i jego relacje z władzami stawały się coraz bardziej napięte. Jego negatywna ocena ówczesnej sytuacji wynikała nie tyle z samych niedostatków życia kościelnego, ile z niezgodności modelu Kościoła z ideałami teologa. Początkowo planował nie reformę, ale nową formację Kościoła. Próbował upowszechnić w powszechnej opinii utożsamienie społeczności świętych z jej widzialną postacią na Ziemi. Wystosował petycję do Synodu Głównego, w którym żądał zakończenia kontroli władz świeckich nad Kościołem, oczyszczenia doktryny z naleciałości i wierności księgom symbolicznym. Chociaż synod próbował spełnić jego postulaty na miarę możliwości, Löhe nie był usatysfakcjonowany i kilka razy był na granicy schizmy, jednak jego miłość dla tradycji Kościoła powstrzymywała go przed realizacją swoich zamiarów. Löhe, jako ortodoksyjny luteranin, był przeciwnikiem unii z ewangelikami reformowanymi, a zwłaszcza wspólnej celebracji Wieczerzy Pańskiej pomimo różnic doktrynalnych. Niektórzy członkowie władz kościelnych planowały suspendować niepokornego duchownego, jednak nie uczyniono z tego obawy, że może to wywołać rozłam w Kościele. Te nieprzyjazne warunki uległy zmianie w 1852 roku, kiedy to przewodniczącym konsystorza został Adolf Harless, który w sposób pokojowy doprowadził do zakończenia unii luteranów i reformowanych. W 1845 roku Löhe opublikował swe główne dzieło, Drei Bücher von der Kirche. Prezentował tam najściślejszą luterańską ortodoksję. Brak czystości doktryny był dla niego złem na miarę niemoralności, uważał naukę luterańską za pełną i doskonałą, nie widział konieczności jej dalszego rozwoju. Był podejrzewany o związki z katolicyzmem przez swoje podejście do widzialności Kościoła, koncepcji ustroju kościelnego, wagi uczynków, samodoskonalenia i bezżenności. Był jednak zawsze wierny protestanckiej nauce u usprawiedliwieniu.
Löhe był jednak nie tylko ortodoksyjnym teologiem, ale i aktywnym działaczem kościelnym. Od 1840 roku uczył duchowych przywódców chrześcijan udających się na emigrację do Stanów Zjednoczonych. Współzakładał Synod Missouri, a w Neuendettelsau istniały dwa budynki, w których kształcono misjonarzy udających się do Ameryki Północnej i Australii. W 1853 roku zapoczątkował instytucję diakonatu żeńskiego i zakładał liczne instytucje charytatywne.

## Wybrane dzieła
- Sieben Predigten (Nürnberg, 1836)
- Predigten über das Vaterunser (1837)
- Erinnerungen aus der Reformationsgeschichte von Franken (Nürnberg, 1847)
- Drei Bücher von der Kirche (1845)
- Haus-, Schul- und Kirchenbuch für Christen lutherischen Bekenntnisses (Stuttgart, 1845)
- Agende für christliche Gemeinden (1848)
- Die bayerische Generalsynode vom Frühjahr 1849 und das Lutherische Bekenntnis (Nürnberg, 1849)
- Unsere kirchliche Lage (Nordlingen, 1850)
- Kirche und Amt, neue Aphorismen (Erlangen, 1851)
- Der evangelische Geistliche (2 tomy, 1852-58)